# Contea di Suichang
La contea di Suichang (遂昌县S) è una contea della Cina, situata nella provincia dello Zhejiang.